# Zeina Zein
Zeina Zein (* 2. Dezember 2004 in Alexandria) ist eine ägyptische Squashspielerin.

## Karriere
Zeina Zein spielt seit 2021 auf der PSA Squash Tour und gewann auf dieser bislang vier Titel. Der erste Titelgewinn gelang ihr in der Saison 2021/22 im Juli 2022 in Hove. In der Saison 2022/23 folgte der nächste Turniersieg im September 2022 in London, Ontario. Im Saisonverlauf gelang ihr außerdem die Qualifikation für die Weltmeisterschaft, in der sie in der ersten Runde gegen Nele Gilis ausschied. Zwei Monate später erreichte sie bei der Weltmeisterschaft der Juniorinnen das Viertelfinale, das sie gegen Amina Orfi in drei Sätzen verlor. Zusammen mit Orfi und Fayrouz Aboelkheir sicherte sie sich im Mannschaftswettbewerb den Titelgewinn. In der Saison 2024/25 gewann sie die Turniere in Manchester und Houston.
Sie absolviert ein Studium an der Princeton University, für die sie auch im College Squash aktiv ist.

## Erfolge
- Gewonnene PSA-Titel: 4